# Нальчик (река)
Нальчик — река в Кабардино-Балкарии, Российская Федерация, левый приток Урвани (бассейн Малки). Длина — 54 км. Площадь бассейна — 440 км². Средний расход воды — 2,71 м³/с.
На реке расположен город Нальчик.
До выхода на равнину течёт по глубокой лесистой долине. Горная река отличается паводковой активностью, для предотвращения последствий которой регулярно проводятся мероприятия по укреплению береговой линии, особенно в городской черте Нальчика и ближайших посёлков. Одновременно ведутся работы по благоустройству поймы реки в курортно-рекреационных целях..

## Притоки
Основные притоки Нальчика (от устья до истока):
- Ишихеу — правый
- Нартия — правый
- Нешбурка — правый
- Белая — правый
- Бешенка — левый
- Казансу — левый
- Элекансу — левый
- Хара — левый